# Cuttermaran
Cuttermaran je počítačový software pro střih videonahrávek. Jedná se o kontaminaci slov "cutter" (česky střihač) a "Catamaran", upravená plachetnice.
Vložené video musí být rozděleno na zvuk a obraz (demultiplexované). Podporuje MPEG-1 a MPEG-2 video a MPEG-2 (Layer I-III) audio, AC3 audio, DTS audio a PCM audio.
Cuttermaran je možný si stáhnout z internetu již od roku 2003. Licencován je jako GNU General Public License, tedy jako svobodný software. Poslední verze, 1.70, vyšla 22. října 2009. Program vyžaduje Microsoft .NET Framework 3.5 SP 1 a DirectX 9b.